# Richard Smallwood
Richard Smallwood (Redcar, Inglaterra, Reino Unido, 29 de diciembre de 1990) es un futbolista inglés. Juega de centrocampista en el Tranmere Rovers F. C. de la League Two de Inglaterra.

## Trayectoria

### Middlesbrough
Formado en las inferiores del Middlesbrough, firmó su primer contrato con el club para la temporada 2009-10. Debutó el 19 de octubre de 2010 en la derrota por 1-0 ante el Nottingham Forest. Renovó contrato con el club en enero del 2011 por 18 meses. Anotó su primer gol para el Middlesbrough el 2 de mayo de 2011 en la victoria por 3-0 ante el Cardiff City.

### Rotherham United
El 23 de enero de 2014 se unió al Rotherham United como préstamo por el resto de la temporada 2013-14. Anotó el penal de la victoria ante el Leyton Orient que aseguró el ascenso del club, luego del encuentro Smallwood dijo que fue su primer disparo de penalti como profesional.
Fichó por el club por 175 000 £ en agosto de 2014.
El 31 de agosto de 2016, el nuevo entrenador de Rotherham United, Alan Stubbs, envió al jugador a préstamo al Scunthorpe United. Smallwood rechazó una extensión de contrato con el club, dejando el Rotherham al término de la temporada 2016-17.

### Blackburn Rovers
Fichó por dos años por el Blackburn Rovers el 20 de junio de 2017. Anotó su primer gol para los Rovers en la victoria por 3-1 contra el Coventry Ciy en la Copa de la Liga el 8 de agosto de 2017.
Abandonó el club al término de la temporada 2019-20 tras finalizar su contrato.
El 11 de agosto de 2020 firmó con el Hull City A. F. C. por dos años. Pasado este se marchó al Bradford City A. F. C.
El 14 de julio de 2025, después de tres años en Bradford, fichó por el Tranmere Rovers F. C. por una temporada.

## Selección nacional
Fue parte del equipo de Inglaterra sub-18 que derrotó por 2-0 a su similar de Austria en el Victoria Park el 16 de abril de 2008.

## Estadísticas
Actualizado al 3 de mayo de 2025.
| Club | Div.          | Temporada     | Liga(1) | Liga(1) | Copas nacionales(2) | Copas nacionales(2) | Total | Total |
| Club | Div.          | Temporada     | Part.   | Goles   | Part.               | Goles               | Part. | Goles |
| --- | ------------- | ------------- | ------- | ------- | ------------------- | ------------------- | ----- | ----- |
| Middlesbrough F. C. Inglaterra                                                                                        | 2.ª           | 2010-11       | 12      | 1       | 0                   | 0                   | 12    | 1     |
| Middlesbrough F. C. Inglaterra                                                                                        | 2.ª           | 2011-12       | 13      | 0       | 5                   | 0                   | 18    | 0     |
| Middlesbrough F. C. Inglaterra                                                                                        | 2.ª           | 2012-13       | 22      | 2       | 6                   | 1                   | 28    | 3     |
| Middlesbrough F. C. Inglaterra                                                                                        | 2.ª           | 2013-14       | 13      | 0       | 0                   | 0                   | 13    | 0     |
| Rotherham United F. C. Inglaterra                                                                                     | 3.ª           | 2013-14       | 20      | 0       | ―                   | ―                   | 20    | 0     |
| Middlesbrough F. C. Inglaterra                                                                                        | 2.ª           | 2014-15       | 0       | 0       | 1                   | 0                   | 1     | 0     |
| Middlesbrough F. C. Inglaterra                                                                                        | Total club    | Total club    | 60      | 3       | 12                  | 1                   | 72    | 4     |
| Rotherham United F. C. Inglaterra                                                                                     | 2.ª           | 2014-15       | 41      | 1       | 1                   | 0                   | 42    | 1     |
| Rotherham United F. C. Inglaterra                                                                                     | 2.ª           | 2015-16       | 43      | 1       | 2                   | 0                   | 45    | 1     |
| Rotherham United F. C. Inglaterra                                                                                     | 2.ª           | 2016-17       | 25      | 1       | 1                   | 0                   | 26    | 1     |
| Rotherham United F. C. Inglaterra                                                                                     | Total club    | Total club    | 129     | 3       | 4                   | 0                   | 133   | 3     |
| Scunthorpe United F. C. Inglaterra                                                                                    | 3.ª           | 2016-17       | 16      | 1       | 3                   | 0                   | 19    | 1     |
| Scunthorpe United F. C. Inglaterra                                                                                    | Total club    | Total club    | 16      | 1       | 3                   | 0                   | 19    | 1     |
| Blackburn Rovers F. C. Inglaterra                                                                                     | 3.ª           | 2017-18       | 46      | 2       | 6                   | 1                   | 52    | 3     |
| Blackburn Rovers F. C. Inglaterra                                                                                     | 2.ª           | 2018-19       | 32      | 0       | 1                   | 0                   | 33    | 0     |
| Blackburn Rovers F. C. Inglaterra                                                                                     | 2.ª           | 2019-20       | 0       | 0       | 2                   | 0                   | 2     | 0     |
| Blackburn Rovers F. C. Inglaterra                                                                                     | Total club    | Total club    | 78      | 2       | 9                   | 1                   | 87    | 3     |
| Hull City A. F. C. Inglaterra                                                                                         | 3.ª           | 2020-21       | 27      | 0       | 4                   | 0                   | 31    | 0     |
| Hull City A. F. C. Inglaterra                                                                                         | 2.ª           | 2021-22       | 42      | 2       | 1                   | 0                   | 43    | 2     |
| Hull City A. F. C. Inglaterra                                                                                         | Total club    | Total club    | 69      | 2       | 5                   | 0                   | 74    | 2     |
| Bradford City A. F. C. Inglaterra                                                                                     | 4.ª           | 2022-23       | 47      | 3       | 5                   | 0                   | 52    | 3     |
| Bradford City A. F. C. Inglaterra                                                                                     | 4.ª           | 2023-24       | 42      | 1       | 9                   | 0                   | 51    | 1     |
| Bradford City A. F. C. Inglaterra                                                                                     | 4.ª           | 2024-25       | 43      | 2       | 10                  | 1                   | 53    | 3     |
| Bradford City A. F. C. Inglaterra                                                                                     | Total club    | Total club    | 132     | 6       | 24                  | 1                   | 156   | 7     |
| Tranmere Rovers F. C. Inglaterra                                                                                      | 4.ª           | 2025-26       | 0       | 0       | 0                   | 0                   | 0     | 0     |
| Tranmere Rovers F. C. Inglaterra                                                                                      | Total club    | Total club    | 0       | 0       | 0                   | 0                   | 0     | 0     |
| Total carrera | Total carrera | Total carrera | 484     | 17      | 57                  | 3                   | 541   | 20    |
| (1) Incluye los play-offs de League One y League Two. (2) Incluye FA Cup, Copa de la Liga de Inglaterra y EFL Trophy. |               |               |         |         |                     |                     |       |       |